# Look My Way
Look My Way è il terzo album in studio del gruppo musicale statunitense Madball, pubblicato nel 1998.

## Tracce
1. Look My Way – 2:48
2. Moment Of Truth – 1:38
3. Cut Off – 2:37
4. Temptation Or Restraint – 1:20
5. Waste Of Time – 3:04
6. False Threats – 2:14
7. Pushin' Me – 2:07
8. Walk Away – 0:56
9. Our Family – 2:12
10. Lesson Of Life – 3:19
11. All I Can Take – 2:01
12. Been There, Done That – 2:31